# Giro del Belvedere 2015
Il Giro del Belvedere 2015, settantasettesima edizione della corsa, valido come evento dell'UCI Europe Tour 2015 categoria 1.2U, si svolse il 6 aprile 2015 su un percorso di 154 km con partenza ed arrivo da Villa di Villa. Fu vinto dall'italiano Andrea Vendrame, che terminò la gara in 3h37'10", alla media di 42,55 km/h, battendo l'austriaco Gregor Mühlberger e lo statunitense Geoffrey Curran.
Partenza con 192 ciclisti, dei quali 114 completarono la gara.

## Squadre partecipanti
| N. | Cod. | Squadra                      |
| -- | ---- | ---------------------------- |
|    | ADR  | Adria Mobil                  |
|    | BCP  | Synergy Baku Cycling Project |
|    | BDT  | Axeon Cycling Team           |
|    | CCC  | CCC Sprandi Polkowice        |
|    | KRA  | Ringeriks-Kraft              |
|    | RAR  | Radenska                     |
|    | ROT  | Roth-Skoda                   |
|    | RVL  | RusVelo                      |
|    | RWS  | Team Felbermayr-Simplon Wels |
|    | STG  | Team Stölting                |
|    | TBJ  | MLP Team Bergstrasse         |
|    | TIK  | Itera-Katusha                |
|    | TIR  | Tirol Cycling Team           |
|    | TKG  | Kuota-Lotto                  |
|    | UNI  | Unieuro-Wilier               |
|    | ZAP  | Zappi Racing Team            |
|    |      | BMC Development Team         |
|    |      | Cipollini Alé Rime           |

| N. | Cod. | Squadra                         |
| -- | ---- | ------------------------------- |
|    |      | Cycling Team Friuli             |
|    |      | Delio Gallina-Colosio-Eurofeed  |
|    |      | Futura Team-Rosini              |
|    |      | Gaiaplast Bibanese              |
|    |      | GFDD Altopack                   |
|    |      | Jayco-AIS WTA                   |
|    |      | Lotto-Soudal U23                |
|    |      | Marchiol-San Michele Vetri      |
|    |      | Sava                            |
|    |      | Selle Italia-Cieffe-Ursus       |
|    |      | Sestroretsk                     |
|    |      | Team Colpack                    |
|    |      | Team Idea 2010 ASD              |
|    |      | Team Palazzago Fenice           |
|    |      | Vejus-TMF                       |
|    |      | Viris Maserati-Sisal Matchpoint |
|    |      | Zalf-Euromobil-Désirée-Fior     |

## Ordine d'arrivo (Top 10)
| Pos. | Corridore           | Squadra      | Tempo    |
| ---- | ------------------- | ------------ | -------- |
| 1    | Andrea Vendrame     | Zalf         | 3h37'10" |
| 2    | Gregor Mühlberger   | Felbermayr   | a 4"     |
| 3    | Geoffrey Curran     | Axeon CT     | s.t.     |
| 4    | Robert Power        | Jayco-AIS    | s.t.     |
| 5    | Silvio Herklotz     | Stölting     | s.t.     |
| 6    | Simone Consonni     | Colpack      | s.t.     |
| 7    | Felix Großschartner | Felbermayr   | s.t.     |
| 8    | Loïc Vliegen        | BMC Develop. | s.t.     |
| 9    | Lennard Kämna       | Stölting     | s.t.     |
| 10   | Domen Novak         | Adria Mobil  | s.t.     |